# Listă de companii din Marea Britanie
Aceasta este o listă de companii din Marea Britanie.

## 0-9
- 3i

## A
- Admiral Group
- Alliance & Leicester
- AMEC
- Anglo American
- Antofagasta
- Associated British Foods
- AstraZeneca
- Aviva
- Asda

## B
- BAE Systems
- Barclays plc
- Barratt Developments
- BG Group
- BP
- British Airways
- British American Tobacco
- British Energy Group
- British Land
- British Sky Broadcasting
- BT Group
- bertrams

## C
- Cable & Wireless
- Cadbury Schweppes plc
- Cairn Energy
- Capita Group
- Carnival
- Carphone Warehouse
- Centrica
- Compass Group

## D
- Diageo

## E
- Experian
- Ernst&young Global Limited

## F
- Friends Provident

## G
- GlaxoSmithKline

## H
- Hammerson
- Hanson
- HBOS
- HSBC
- Home Retail Group

## I
- Imperial Tobacco
- Ineos
- InterContinental Hotels Group
- ITV
- Iceland

## J

### K
- Kingfisher

## L
- Land Securities Group
- Legal & General
- Liberty International
- Lloyds TSB
- London Stock Exchange

## M
- Man Group
- Marks & Spencer
- Morrisons

## O
- Old Mutual

## P
- Pearson

## R
- Reckitt Benckiser
- Reed Elsevier
- Rexam
- Rolls-Royce plc
- Royal Bank of Scotland Group
- Royal Dutch Shell

## S
- SABMiller
- J Sainsbury
- Schroders
- Scottish & Newcastle
- Smith & Nephew
- Standard Life
- Santander bank

## T
- Tesco

## U
- Unilever

## V
- Vodafone

## W
- WPP Group
- Whitbread
- Wolseley(companie)
- Waitrose&partners

## X
- Xstrata

## Y
- Yell Group